# Széll Kálmán tér (stanice metra v Budapešti)
Széll Kálmán tér je stanice metra v Budapešti na lince M2. Nachází se v budínské části města na stejnojmenném náměstí, pojmenovaném po maďarském politikovi Kálmánu Széllovi, nedaleko od hradu. Do roku 2011 nesla stanice i náměstí název Moszkva tér. Náměstí bylo v letech 2015–2016 rekonstruováno v moderní přestupní terminál. V místě je umožněn přestup na tramvajové linky 4, 6, 17, 56, 56A, 59, 59A, 59B a 61 a řadu autobusových linek
Stanice je to ražená, trojlodní, nejhlouběji založená v celé sítí Budapešťského metra (38,4 m). Nástupiště je ostrovní, a trojlodní (vzhledem ke své hloubce založení). Výstup má stanice jeden, vychází po hlubinných čtyřramenných eskalátorech do povrchového vestibulu, umístěného uprostřed rozsáhlého terminálu povrchové dopravy.
Széll Kálmán tér byla otevřena jako součást druhého úseku linky metra M2 roku 1972, který byl postaven sovětskou technologií, avšak ne ve stejném stylu, jako v ostatních městech Východního bloku. Tomu též odpovídá i architektonické ztvárnění stanice – je velmi strohé. Stěny za nástupištěm i prostory eskalátorového tunelu byly obloženy jedním modrým obkladem, pilíře pak mramorem.
V srpnu roku 2006 proběhla rekonstrukce stanice a přilehlých traťových tunelů (od roku 2004 byly rekonstruovány postupně všechny stanice na lince M2), během níž byla upravena střední loď a též i vyměněno obložení za nové, bílé.